# Cheilanthes caesia
Cheilanthes caesia là một loài thực vật có mạch trong họ Adiantaceae. Loài này được H. Christ miêu tả khoa học đầu tiên năm 1906.